# OTHELLO (ラジオ番組)
OTHELLO （オセロ）は、1995年10月から1996年9月の間CBCラジオで放送されていたラジオ番組である。
放送時間は月曜〜金曜深夜24:00〜24:40だった。

## 各曜日のパーソナリティー

### 月曜
- 清水ミチコ、坂井美唯子

※後期には坂井が降板し、清水一名での放送に

### 火曜
- 上野浩司

### 水曜
- 笹野みちる

※GO!GO!GiRL POPからの続投、曜日変更

### 木曜
- 吉村麻希
- 美裕リュウ（後期から加入）

### 金曜
- 田辺守（1995年10月〜1996年3月）
- TAMTAM（1996年4月〜1996年9月）

## 備考
当番組が終了した1996年10月から、『す』（パーソナリティ：清水ミチコ、戸井康成。放送時間土曜20:00〜20:30）、『吉村さんと美裕くん』（パーソナリティ：吉村麻希、美裕リュウ。放送時間日曜23:35〜24:00）と、当番組のパーソナリティが引き続きパーソナリティを務める番組の放送が開始された。
| CBCラジオ 月曜～木曜24:00～24:40枠 | CBCラジオ 月曜～木曜24:00～24:40枠 | CBCラジオ 月曜～木曜24:00～24:40枠 |
| 前番組                             | 番組名                             | 次番組                             |
| ---------------------------------- | ---------------------------------- | ---------------------------------- |
| GO!GO!GiRL POP                     | OTHELLO                            | 矢野印 - ※23:00 - 翌1:00           |
| CBCラジオ 金曜24:00～24:40枠       |                                    |                                    |
| モリ・モモの「恋愛オルガ絶好調」   | OTHELLO                            | K's UP 100&1 - ※21:00 - 翌1:00     |